# Comfort Zone
Comfort Zone – czwarty album polskiego sekstetu wokalnego proMODERN, wydany 29 listopada 2019 przez Arte Fundacja Kultury i Edukacji, Program Drugi Polskiego Radia i DUX Recording Producers (nr kat. DUX 1634), złożony z awangardowych utworów śpiewanych powstałych w XX i XXI wieku. Są tu kompozycje m.in. Krzysztofa Pendereckiego, Witolda Lutosławskiego, Aleksandra Kościowa, Wojciecha Blecharza i Jagody Szmytki. Utwory wokalne przeplatają się z elektronicznymi interludiami Rafała Ryterskiego. Album uzyskał dwie nominacje do Fryderyków 2020 jako Album Roku Muzyka Współczesna i Najwybitniejsze Nagranie Muzyki Polskiej i zdobył laur w tej pierwszej kategorii.

## Lista utworów
Opracowano na podstawie materiału źródłowego. Utwory nr 5, 7 i 11 to światowe premiery fonograficzne.
| Comfort Zone – 2019 | Comfort Zone – 2019                                     | Comfort Zone – 2019  | Comfort Zone – 2019 |
| Nr                  | Tytuł utworu                                            | Muzyka               | Długość             |
| ------------------- | ------------------------------------------------------- | -------------------- | ------------------- |
| 1.                  | „Ecloga VIII” (1972)                                    | Krzysztof Penderecki | 9:20                |
| 2.                  | „Interludium #1” (2019)                                 | Rafał Ryterski       | 1:20                |
| 3.                  | „sky-me, type-me” (2011)                                | Jagoda Szmytka       | 6:30                |
| 4.                  | „Interludium #2” (2019)                                 | Rafał Ryterski       | 1:40                |
| 5.                  | „Comfort zone” (2013)                                   | Wojciech Blecharz    | 7:10                |
| 6.                  | „Interludium #3” (2019)                                 | Rafał Ryterski       | 1:15                |
| 7.                  | „Bennington Triangle” (from „The Book of Teraa” (2016)) | Aleksander Kościów   | 12:15               |
| 8.                  | „Interludium #4” (2019)                                 | Rafał Ryterski       | 1:00                |
| 9.                  | „Lord Tennyson Song” (1982)                             | Witold Lutosławski   | 1:30                |
| 10.                 | „Interludium #5” (2019)                                 | Rafał Ryterski       | 2:10                |
| 11.                 | „apoptōsis” (2015)                                      | Piotr Tabakiernik    | 23:00               |
|                     |                                                         |                      | 1:07:10             |